# Andira taurotesticulata
Andira taurotesticulata là một loài thực vật có hoa trong họ Đậu. Loài này được R.T. Penn. mô tả khoa học đầu tiên năm 2003.